# NGC 119
NGC 119 ist eine elliptische Galaxie vom Hubble-Typ E-S0 im Sternbild Phönix am Südsternhimmel. Sie ist schätzungsweise 328 Millionen Lichtjahre von der Milchstraße entfernt und hat einen Durchmesser von etwa 95.000 Lichtjahren.
Das Objekt wurde am 28. Oktober 1834 von dem britischen Astronomen John Herschel entdeckt.